# ایکلینگهم
ایکلینگهم (به انگلیسی: Icklingham) یک روستا و محله مدنی در بریتانیا است که در Forest Heath واقع شده‌است. ایکلینگهم ۴۲۳ نفر جمعیت دارد.